# Titularbistum Cadi
Cadi ist ein Titularbistum der römisch-katholischen Kirche.
Es geht zurück auf einen untergegangenen Bischofssitz in der antiken Stadt Kadoi in der kleinasiatischen Landschaft Phrygien in der heutigen westlichen Türkei.  Der Bischofssitz war der Kirchenprovinz Hierapolis zugeordnet.
| Titularbischöfe von Cadi |                                                        | |                    |                    |
| Nr.                      | Name                                                   | Amt                                                                                                  | von                | bis                |
| 1                        | Ivan Bucko                                             | Weihbischof in Lemberg                                                                               | 16. September 1929 | 27. April 1953     |
| 2                        | John Joseph Krol                                       | Weihbischof in Cleveland (USA)                                                                       | 11. Juli 1953      | 11. Februar 1961   |
| 3                        | Jacques Landriault                                     | Weihbischof in Alexandria in Ontario (Kanada)                                                        | 15. Mai 1962       | 27. Mai 1964       |
| 4                        | Miroslav Stefan Marusyn Titularerzbischof pro hac vice | Apostolischer Visitator der Ukrainisch Griechisch-Katholischen Kirche in Westeuropa Kurienerzbischof | 27. Juni 1974      | 21. September 2009 |